# Alex Proyas
Alex Proyas est un réalisateur, producteur et scénariste australien, né le 23 septembre 1963 à Alexandrie. Il est principalement connu comme réalisateur de films fantastiques et de science-fiction.

## Biographie

### Jeunesse
Alexander Proyas nait à Alexandrie (alors en République arabe unie et désormais en Égypte) le 23 septembre 1963. Il est le fils d'une mère chypriote grecque et d'un père égyptien dont les ancêtres étaient venus de Grèce depuis plusieurs générations. À l'âge de 3 ans, sa famille émigre vers l'Australie et s'installe à Waterloo en Nouvelle-Galles du Sud, dans la banlieue de Sydney. Il grandit un Grand ensemble peuplés notamment de compatriotes immigrants et d'Autochtones, avec lesquels il ressent une parenté car ils étaient tous souvent victimes de racisme de la part des Australiens blancs dits Européens. À l'âge de 17 ans, il intègre la Australian Film, Television and Radio School (en) et commence peu après à réaliser quelques clips musicaux. Il quitte ensuite l'Australie pour poursuivre sa carrière à Los Angeles, où il travaille notamment des publicités et clips pour MTV,.
Il participe[Quand ?] à la création de la société de production : Meaningful Eye Contact. Dans les années 1980-1990, il travaille sur les clips pour INXS, Fleetwood Mac, Joe Jackson, Cutting Crew, Yes, etc. Il travaille également dans la publicité et réalise de nombreuses campagnes pour Nike, Coca-Cola, Nestea, Swatch et Nissan[réf. nécessaire]. Il travaille notamment pour la société Propaganda Films créée par Steve Golin, Sigurjón Sighvatsson, David Fincher, Nigel Dick et Dominic Sena.

### Carrière
Son premier long métrage, Spirits of the Air, Gremlins of the Clouds est présenté à Sydney en 1987 mais ne sort en salles qu'en 1989 en Australie. Le film est nommé aux Australian Film Institute Awards pour ses costumes et ses décors, ainsi qu'un prix spécial au festival international du film fantastique de Yubari de 1990.
Ce premier film lui ainsi que ses clips musicaux lui ouvrent les portes du cinéma américain. On lui propose la réalisation du film fantastique The Crow, adapté de la série de comics du même nom de James O'Barr parue en 1989. Le tournage est marqué par la mort de l'acteur principal Brandon Lee au cours du tournage le 31 mars 1993, huit jours seulement avant la fin des prises de vues. Après ce tragique évènement, Alex Proyas et ses producteurs décident de terminer le film, en réécrivant partiellement le scénario et en utilisant une doublure et des effets spéciaux pour filmer les scènes restantes. The Crow sort aux États-Unis en mai 1994 et est un succès critique et commercial.
En 1994, son court métrage Book of Dreams: Welcome to Crateland est sélectionné à Cannes en compétition pour la Palme d'or du court métrage.
Le succès de The Crow lui permet de monter un projet ambitieux : Dark City. Il en avait eu l'idée lors du tournage de The Crow. Alors qu'il écrit une première ébauche de scénario, Lem Dobbs retravaille ensuite le script, ensuite finalisé par David S. Goyer qui ajoute notamment des scènes d'action pour avoir un budget plus important. Dans ce thriller futuriste à l'esthétique soignée, il dirige notamment Rufus Sewell, William Hurt, Kiefer Sutherland et Jennifer Connelly. S'il reçoit des critiques globalement positives et plusieurs distinctions, Dark City est un échec au box-office,.
Après l'échec commercial de Dark City, Alex Proyas réalise le film Garage Days (2002). Cette comédie dramatique au budget plus modeste est une production australienne et met en scène une groupe de garage rock de Sydney. Alex Proyas revient ensuite à la science-fiction avec le film américano-allemand I, Robot sorti en 2004. Le scénario, écrit par Jeff Vintar et Akiva Goldsman, s'inspire librement des romans Les Cavernes d'acier (1954) et Les Robots (1950) ainsi que de la nouvelle Le Robot qui rêvait (1988) d'Isaac Asimov. Le film, qui met en vedette Will Smith, reçoit des critiques mitigées mais est un succès commercial et est nommé à l'Oscar des meilleurs effets visuels en 2005.
Une version director's cut de Dark City sort en DVD et Blu-ray en 2008. Celle-ci contient 15 minutes de scènes inédites mais aussi la suppression de la voix hors champ dans la scène d'ouverture. En effet, le réalisateur estimait que son personnage y dévoilait beaucoup trop d'informations sur le contenu de l'intrigue. Cela lui avait été imposé par le studio.
Il poursuit dans la science-fiction avec Prédictions, sorti en 2009, sur lequel il participe également à l'écriture. Nicolas Cage y tient le rôle principal. Malgré des critiques mitigées, le film récolte plus de 183 millions au box-office mondial pour un budget de 50 millions de dollars.

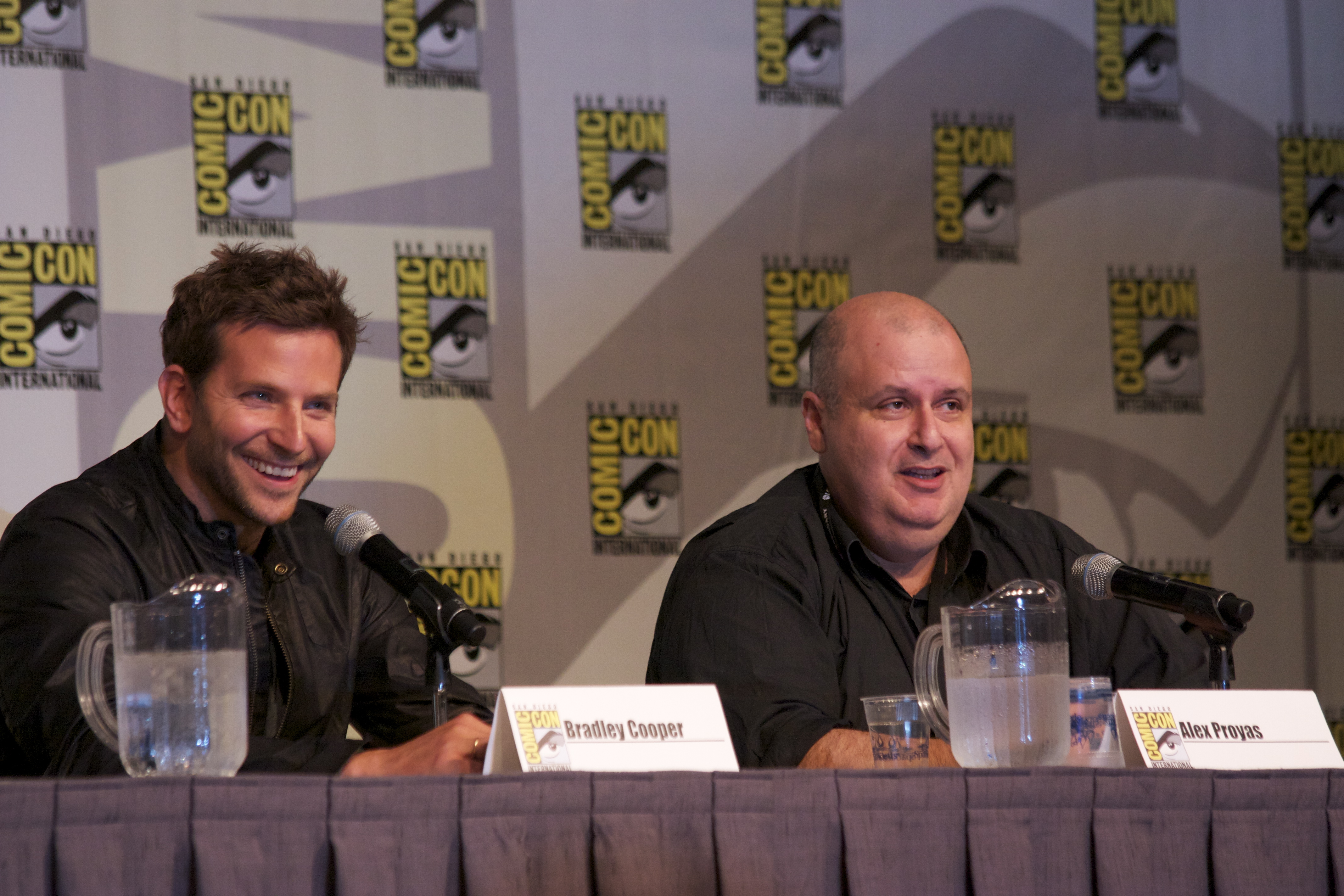
Aux côtés de Bradley Cooper au San Diego Comic-Con de 2011 pour parler d'un projet qui ne verra finalement pas le jour

Après cela, il tente de développer plusieurs projets qui ne concrétiseront pas. L'un d'eux est une adaptation du poème épique Le Paradis perdu de John Milton avec Bradley Cooper dans le premier rôle. Ce projet, évoqué par le cinéaste et l'acteur lors du San Diego Comic-Con de 2011, sera finalement abandonné en raison d'un budget effets spéciaux trop conséquent,. Courant 2012, il est annoncé comme réalisateur du roman de science-fiction film Amped de Daniel H. Wilson, projet qui ne verra finalement pas le jour.
Alex Proyas revient finalement avec Gods of Egypt, blockbuster au budget de 140 millions de dollars. Ce film d'action fantastique s'inspire de la mythologie et des divinités égyptiennes. Nikolaj Coster-Waldau incarne ainsi Horus alors que Gerard Butler est Seth. Sorti en 2016, le film reçoit des critiques très négatives. C'est également un échec commercial ne couvrant pas assez les dépenses engagées. Alex Proyas sera très marqué par les critiques parues dans la presse. Il déclare notamment sur Facebook « Rien ne confirme plus vite l’existence d’une forme rampante de stupidité que la lecture des critiques de mes propres films ». Il revient par ailleurs sur les accusations de whitewashing lancées à l'égard du film : « Ils peuvent se déchaîner sur le film en hurlant « White-Wash ! », comme les abrutis dérangés qu’ils sont. Ils font semblant de ne pas comprendre, ou choisissent de ne pas comprendre ce qu’est ce film, afin de servir un étrange consensus au sein de l’opinion, qui n’a aucun rapport avec le film lui-même. Ce n’est pas grave, ce n’est que l’ère moderne des textos qui leur réservera le même sort qu’aux dinosaures ou aux journaux papiers sous peu. »
En 2019, il crée The Heretic Foundation, une société de production basée à Sydney. En 2021, il annonce par ailleurs le lancement de VidiVerse, une plateforme vidéo pour les cinéastes indépendants, présentée comme une alternative à YouTube. En 2022, il est annoncé à la réalisation d'un film d'horreur intitulé Sister Darkness.
Il reviendra finalement à la réalisation avec un projet annoncé en août 2024 : R. U. R.. Il s'agit d'une adaptation de la pièce de théâtre du même nom de Karel Čapek. Écrite en 1920, l’œuvre a été la première fiction à utiliser le mot robot. Le tournage débute en octobre 2024.

## Filmographie

### Courts métrages
- 1980 : Neon
- 1980 : Groping
- 1981 : Strange Residues (film d'étudiant)
- 1981 : Spineless
- 1994 : Book of Dreams: Welcome to Crateland
- 1995 : Book of Dreams: Dream 7 - Ruben's Dream
- 2019 : Phobos
- 2020 : Strange Nostalgia
- 2021 : Mask of the Evil Apparition
- 2022 : Box

### Longs métrages
- 1989 : Spirits of the Air, Gremlins of the Clouds
- 1994 : The Crow
- 1998 : Dark City (également scénariste)
- 2002 : Garage Days (également scénariste)
- 2004 : I, Robot
- 2009 : Prédictions (Knowing)
- 2016 : Gods of Egypt (également producteur)
- prochainement : R. U. R. (également scénariste et producteur)

### Clips musicaux
- Flicker – Fetus Productions (1983)
- In Your Eyes – Dropbears (en) (1985)
- Kiss the Dirt (Falling Down the Mountain) (en) – INXS (1986)
- Magic Touch – Mike Oldfield
- Don't Dream It's Over – Crowded House (1987)
- Holiday – The Other Ones (en) (1987)
- Rhythm of Love (en) – Yes (1987)
- Better Be Home Soon (en) – Crowded House (1988)
- Mysteries of Love (Songlines) – Alphaville (1989)
- When We Dance – Sting (1994)

## Distinctions
Sauf indication contraire, les informations mentionnées dans cette section peuvent être confirmées par la base de données cinématographiques IMDb,  présente dans la section « Liens externes ».

### Récompenses
- Prix Bram-Stoker 1998 : meilleur scénario pour Dark City
- Festival international du film fantastique de Bruxelles 1999 : prix Pégase remis par le public pour Dark City
- Film Critics Circle of Australia Awards 1999 : meilleur scénario pour Dark City
- Festival international du film fantastique de Catalogne 2007 : prix spécial honorifique Time Machine

### Nominations
- Festival de Cannes 1994 : en compétition pour la Palme d'or du court métrage pour Book of Dreams: Welcome to Crateland
- 21e cérémonie des Saturn Awards 1995 : meilleure réalisation pour The Crow
- Saturn Awards 1999 : meilleure réalisation et meilleur scénario pour Dark City
- Festival international du film fantastique de Catalogne 2021 : mention spéciale pour Mask of the Evil Apparition